# Касымбеков, Санжар Фозилбекович
Санжар Касымбеков (узб. Санжарбек Қосимбеков; 1900, Ош, Ферганская область — ноябрь 1924, там же) — видный партийный деятель и советский работник, активный участник борьбы за установление Советской власти в Туркестанском крае, борьбы с контрреволюцией и басмачеством. Организатор общества учеников в городе Ош, руководитель Ошского уезда.

## Биография
Родился в 1900 году в городе Ош в семье известного учителя, учёного и путешественника Фазилходжи Касымбекова. По национальности таджик.
Его отец Фазилходжа Касымбеков (1863—1919) был просвещённым человеком, участвовал в географических экспедициях. Хорошо владевший языками Фазылходжа Касымбеков, начиная с 1880-х гг., регулярно участвовал в экспедициях русских учёных-исследователей. В 1885 году он сопровождает Б. Л. Громбчевского в путешествии по Фергано-Кашгарской пограничной области и Южной Кашгарии до древнего города Хотана. В 1888 году Фазылбек был приглашён для участия в новой экспедиции Русского географического общества, руководимой тем же Громбчевским к истокам Инда, в сторону небольшой независимой страны — Канджутского (Хунзанского) ханства в окружении Гиндукуша и Гималаев. Следующая экспедиция была организована в 1889-1890 гг. под эгидой РГО в Кафиристан — неведомую горную страну в Гиндукуше, в пограничной полосе между Афганистаном и Кашмиром. В 1896 году путешествия в Афганистан и Османскую империю (экспедиция полковника Грушевского), на Памир в 1903 (экспедиция В. Ф. Новицкого) и в 1904 годах (экспедиция А. Черкасова). Фазылбек Касымбеков был награждён двумя золотыми, серебряной и бронзовой медалями Императорского Русского географического общества. 14 февраля 1919 года Фазылбек Касымбеков был зверски убит басмачами курбаши Халходжи.
После окончания школы отец Фазылбек с трудом устроил Санжара Касымбекова в Андижанское реальное училище, где не по годам развитый Санжар пропадал среди рабочих и ремесленников. Выполнял поручения, читал рабочим листовки. Эта была школа революции, в ней его учили тому, чему не учили в школе: ненавидеть богатых, стоять за бедноту. 20 мая 1917 года Санжар вернулся в Ош, где отыскал идейно близких, встретился с коммунистами Б. Султановым, М. Сарымсаковым, Н. Кондратьевым и другими. Присмотревшись к юноше, они поручили ему поговорить с молодёжью, организовать её. Он провёл в старом городе своё первое собрание «Общества учеников». 2 мая 1918 года на собрании его приняли в ряды партии коммунистов — большевиков. Занимался вопросами снабжения населения продуктами питания. Вёл политико-воспитательную работу в отрядах Красной Гвардии.
В суровую зиму 1918 года в Ташкенте собрался II съезд коммунистической партии Туркестана, в числе делегатов был и Санжар, представляющий город Ош. После съезда крайком партии оставил его в Ташкенте работать в Туркестанском крайкоме. Он принял активное участие в формировании из местного населения отрядов Красной Армии, в январе 1919 года — в подавлении Осиповского контрреволюционного мятежа, а затем с 3-й Интернациональной частью полка уехал на фронт. В феврале 1919 года он получил из Оша печальную весть: басмачи убили отца, многих друзей. Только в августе 1919 года он вернулся в Ош. Его назначили командиром Ошского партийно-добровольческого отряда.
Октябрь 1919 — 28 февраля 1920 годы заместитель председателя Ошского городского Совета мусульман. В декабре 1920 года в качестве делегата от Оша он участвовал на третьей конференции РКП(б).
С. Касымбеков под руководством Б. Султанова принял активное участие в формировании из местного населения отрядов народной милиции. В числе первых организаторов рабоче-крестьянской милиции Кыргызстана были братья Султановы: Балтыходжа и Насрулло, Турдиали Токбаев, Гозибой Кузибоев, Абдылда Исабаев, Николай Парфентьев, Санжар Касымбеков, Машариф Масабиров, Эргеш Алиев, Алексей Нерабоченко, Отажон Сулаймонов, Петр Гайлис
С. Касымбеков участвовал в установлении Советской власти в Андижане, участвовал в боях в составе Закаспийского фронта.
28 февраля 1920 — январь 1921 годы председатель Ошского уездно-городского комитета, на этой должности он руководил Ошским уездом. В 1921 году Санжара перевели следователем в особый отдел Реввоенсовета (РВС) Туркестанского фронта.
С 1921 года председатель Самаркандского обкома Всероссийского союза дехкан Туркестанского фронта.
В ноябре 1924 года Санжар находился в разведке; басмачи схватили его и его товарищей; после диких издевательств убили. Ему было всего 24 года.

## Память
В честь Санжара Касымбекова названа одна из центральных улиц города Ош